# Ri guang xia gu
Pour plus de détails, voir Fiche technique et Distribution.
Ri guang xia gu (日光峡谷, littéralement « la vallée du soleil ») est un film chinois réalisé par He Ping, sorti en 1995.

## Synopsis
Dans un avant-poste, un guerrier annonce qu'il attend un ami qu'il a perdu de vue depuis longtemps. Il a la phobie du sang depuis le massacre de son clan. La vue de celui-ci déclenche chez lui une rage meurtrière.

## Fiche technique
- Titre : Ri guang xia gu
- Titre original : 日光峡谷
- Titre anglais : Sun Valley
- Réalisation : He Ping
- Scénario : Ah Chung et Zhang Rui
- Musique : Zhao Jiping
- Photographie : Yang Lun
- Montage : Hong Yuan
- Production : Ma Fung-kwok
- Société de production : China Film Co-Production Corporation, Huanya Film Corporation, Media Asia Films et Xi'an Film Studio
- Pays :  Chine
- Genre : Action, aventure, drame et romance
- Durée : 104 minutes
- Dates de sortie : 
  -  Chine : 1995

## Distribution
- Zhang Fengyi : le guerrier
- Wang Xueqi : Hei Niu « Taureau noir »
- Yang Kuei-mei : Hong Liu
- Ku Feng : le vieil homme fou
- Chen Yuan : Huang Mao « Peau jaune »
- Chen Zhenbo : Sha Zao
- Gao Yang

## Distinctions
Le film a été présenté en sélection officielle en compétition lors de Berlinale 1996.